# Boletus novae-zelandiae
Boletus novae-zelandiae är en svampart som beskrevs av McNabb 1968. Boletus novae-zelandiae ingår i släktet rörsoppar och familjen Boletaceae.   Inga underarter finns listade i Catalogue of Life.